# おぼっちゃまくん
『おぼっちゃまくん』は、小林よしのりによる日本の漫画作品。およびそれを原作としたテレビアニメ。コミックスは全24巻。幻冬舎から文庫版全8巻が刊行されている。2019年から続編の『新・おぼっちゃまくん』が刊行。

## 概要
御坊財閥の跡取り（999代目）息子である御坊茶魔を主人公にしたギャグ漫画。漫画雑誌『月刊コロコロコミック』で1986年5月号から1994年9月号までの間に連載。人気絶頂期には特別読み切りとして『週刊少年サンデー』にも数回登場のほか『ちゃお』、『小学三年生』にも掲載。1989年に第34回小学館漫画賞児童向けを受賞。2016年4月時点で単行本の累計発行部数は約630万部を記録しており、『東大一直線』、『ゴーマニズム宣言』と並ぶ小林よしのりの代表的作品の一つである。1989年から1992年までアニメ放映もされた（詳細情報は後述）。
男性器や大便（アニメ版では一応、蛍光色にして表現を和らげてはいる。しかし、放送開始当初はこういう配慮をしていなかったため茶色であった）が多く登場するなど下ネタギャグがたっぷり含まれていたため、アニメ版は日本PTA全国協議会の「子供に見せたくない番組」では、常に上位だった。地上波で再放送された際は放送されない回も数話あった（詳細は後述）。
基本的には1話完結式だが、1991年以降は前後編の大長編シリーズを描くことも多くなった。
『コロコロ』での連載終了後は、2004年から2006年にかけて『わしズム』Vol.13・14・18にて新作掲載。2016年には『コロコロアニキ』第6号および単行本「傑作選1」に新作を1本ずつ掲載。その後、幻冬舎『小説幻冬』2018年4月号より新作を連載中。

## 本作の生まれたきっかけ
小林は福岡県出身で、プロデビュー後何年かしてから上京したが、東京では地方出身者に対する差別が激しいことを体験し、見返してやることを決心。収入が増えるたびに転居を繰り返し、1986年には日本有数の高級住宅街である世田谷区成城に住居と仕事場を構えた（詳細は「小林よしのり」参照）。
『週刊少年ジャンプ』との専属契約を解消して数年、漫画家として安定期に入った頃、『コロコロコミック』からの執筆依頼が来る。小林は自分の作風はこの雑誌には合わない、と一度は断るも、編集者の熱意に負け、読み切りを2作寄稿する。どちらもアンケート結果は悪かったが、子供を舐めてはいけないと逆に小林は奮起した。その熱意を編集者に認められ、連載が決まる。喫茶店で連載のアイデアを練っている時、金持ちの若いカップルが後から店に入ってくると、男が「今度俺のクルーザーに乗せてやるよ」と女に自慢した。この嫌味な金持ち感覚に強い憤りを覚えた小林が、そのような上流階級がさらに呆れるような金持ちを創作してやろうと奮起して生まれたのが本作である。小林の意図に反して、そういった上流階級からも人気は高かったという。
なお、このエピソードは漫画化されコミックに掲載されている。また、のむらしんぼの『コロコロ創刊伝説』にも詳細に描かれた。

## 茶魔語
本作の主人公「御坊茶魔」が発する特有の言語。初期の頃は、「でしゅ」「ぶぁい」のような博多弁を幼く崩した言葉遣いや、「ともだちんこ」「いいなけつ」「ぜっこうもん」のような下ネタのかばん語を指していたが、連載していた雑誌『月刊コロコロコミック』で読者に新しい茶魔語を募集して選ばれた「おっ…おはヨーグルト」が作者・読者ともに評判が良く、その後、「こんにチワワ」「こんばんワイン」「そんなバナナ」「頭に北半球」「さいならっきょ」「ちが宇っ宙（うっちゅう）に」など、多彩な言葉遊びへと発展していった。このうち「ともだちんこ」は秋本治の『こちら葛飾区亀有公園前派出所』で、「なんて骨体」は沢田ユキオの『スーパーマリオくん』で、「すいま千円」は浜岡賢次の『浦安鉄筋家族』などでも使われたこともある。「そんなバナナ」は単なる通行人を含め茶魔以外のキャラクターも使うことがたびたびある。
上記の言葉遊びとは異なり、「へぽーん」「むんな気持ち」「みんな感じ」など、自らの感情表現をボディランゲージ的に表す『おちゃま語』というのも存在する。
またこれまでの小林が描いた漫画からの流用も「すぺぺっ」「ぐぴぴっ」「パーペキ」「パープリン」（東大一直線）「うんにゃのっと」（世紀末研究所）「（どんどど）どぼちて?」（いろはにほう作）などが存在する。
エッセイスト・江國滋が『日本語八ツ当り』でこき下ろし、小林とテレビ番組で対決する事態までになったこともある。もっとも出演時には江國の態度は豹変しており、小林は拍子抜けしたという。

## 御坊家の所有物
御坊家はアメリカ合衆国大統領や旧ソ連の指導者にも影響力が強く、世界でも有数の大財閥ということで、庶民には思いつかない多くの物を所有している。その一部をここに記す。
お召し列車
天皇家のお召し列車を模した、御坊家専用列車。御坊家敷地内に駅があり、そこから出発する。柿野や沙麻代を連れて、伊勢志摩などに出かけた。
チャマンスカー
箱根の茶魔温泉に旅行するのに利用する御坊家専用お召し列車。御坊家の地下にある駅を出発し、小田急線に乗り入れて箱根に向かう。元ネタは小田急電鉄の特急ロマンスカー。なぜ小田急かというと、小林が田園調布の前に成城に住んでいたからである。
便ツ
たまに茶魔が通学に使用する小型の自家用車。座席が洋式便器型になっており、きばると前に進むようになっている。元ネタはドイツの高級車、ベンツ。
巨大凧
ビル10階分の大きさがある遊覧飛行用の凧。一番下にあるゴンドラを利用する。ただ巨大が故に風の影響を受けて宇宙に飛ばされることがあるため、非常用ヘルメットを常備している。
底なし沼
御坊家の粗大ゴミはここに捨てられる。ボーイング747が丸ごと飲み込まれるほど大きい。袋小路や貧保っちゃまがここに落ちて溺れそうになったことがあった。
巨大洋式トイレ
通常の何十倍もの大きさがある洋式便器が設置されたトイレ。フタの裏には亡き母・和貴子の写真が飾られている。茶魔は百畳敷きの和式トイレとを気分に応じて使い分けている。巨大であるが故に流す水の量も絶大で、たまに時空間のゆがみが発生する。
チャファリパーク
御坊家の敷地内に存在する巨大サファリパーク。
チャマーズランド
人工スキー場を有する遊園地。
御坊軍
御坊家の護衛を任務とする私設軍隊（民兵組織）。陸・海・空の戦力に加え、「地底軍」という地中の部隊もある。戦車や潜水艦、戦闘機（F/A-18）そして、地中を進むことができる戦車を保有しており、女性看護師から成る衛生隊もある。ただし、茶魔が誘拐された際は、亀光から通報を受けたアメリカ海兵隊が帝国ホテルを強襲した。普段は御坊家およびそのコンツェルンの護衛任務に付いているが、父子喧嘩が勃発した際には亀光派と茶魔派に分裂して互いに激戦を繰り広げることもあった。また、茶魔が不良グループに引き込まれた際には、対立する不良グループとの決闘に戦車を出動させて衛生隊ともども加勢している。
地下牢
成績不振など素行不良を起こした茶魔を懲らしめるための牢獄。だが、実際の地下牢とは異なり、牢屋の中にテレビやフルーツなどがあるなどゴージャス。茶魔の絶叫と鞭のような擬音、じいの怯え方から柿野は鞭打ちの刑をしていると思ったが、実際は亀光からのペロペロの刑であった。
オボーシャトル
ツクシ星人のワープ装置を組み込んで完成させた巨大スペースシャトル。
その他、茶魔の勉強部屋も通常の小学生とは異なり、水族館・ミニ動物園・ピンボールゲームなどが備え付けてある。ただし、真面目に勉強するには不向きであり、無意味に広い畳敷きの和式トイレでやるのが最適のようである。

## 書誌情報
- 小林よしのり 『おぼっちゃまくん：上流階級ギャグ』 集英社〈てんとう虫コミックス〉、全24巻
  1. 1987年2月発行、ISBN 4-09-141161-4
  2. 1987年6月発行、ISBN 4-09-141162-2
  3. 1987年11月発行、ISBN 4-09-141163-0
  4. 1988年3月25日発行、ISBN 4-09-141164-9
  5. 1988年8月25日発行、ISBN 4-09-141165-7
  6. 1988年12月25日発行、ISBN 4-09-141166-5
  7. 1989年2月25日発行、ISBN 4-09-141167-3
  8. 1989年7月25日発行、ISBN 4-09-141168-1
  9. 1989年10月25日発行、ISBN 4-09-141169-X
  10. 1990年1月25日発行、ISBN 4-09-141170-3
  11. 1990年4月25日発行、ISBN 4-09-141591-1
  12. 1990年8月25日発行、ISBN 4-09-141592-X
  13. 1991年1月25日発行、ISBN 4-09-141593-8
  14. 1991年8月25日発行、ISBN 4-09-141594-6
  15. 1991年10月25日発行、ISBN 4-09-141595-4
  16. 1992年1月25日発行、ISBN 4-09-141596-2
  17. 1992年4月25日発行、ISBN 4-09-141597-0
  18. 1992年8月25日発行、ISBN 4-09-141598-9
  19. 1992年10月25日発行、ISBN 4-09-141599-7
  20. 1993年1月25日発行、ISBN 4-09-141600-4
  21. 1993年9月25日発行、ISBN 4-09-142121-0
  22. 1994年4月25日発行、ISBN 4-09-142122-9
  23. 1994年8月25日発行、ISBN 4-09-142123-7
  24. 1994年11月25日発行、ISBN 4-09-142124-5
- 小林よしのり『おぼっちゃまくん』幻冬舎〈幻冬舎文庫〉、全8巻
  1. 『おぼっちゃまくん 1』2001年12月3日発行、ISBN 4-34-440177-8
  2. 『おぼっちゃまくん 2』2002年2月5日発行、ISBN 4-34-440193-X
  3. 『おぼっちゃまくん 3』2002年4月11日発行、ISBN 4-34-440219-7
  4. 『おぼっちゃまくん 4』2002年6月6日発行、ISBN 4-34-440240-5
  5. 『おぼっちゃまくん 5』2002年7月31日発行、ISBN 4-34-440264-2
  6. 『おぼっちゃまくん 6』2002年10月7日発行、ISBN 4-34-440283-9
  7. 『おぼっちゃまくん 7』2002年12月3日発行、ISBN 4-34-440300-2
  8. 『おぼっちゃまくん 8』2003年4月10日発行、ISBN 4-34-440341-X
- 小林よしのり『おぼっちゃまくん傑作選』小学館〈コロコロアニキコミックス〉
  1. 『おぼっちゃまくん傑作選. 1』2016年11月15日発行、ISBN 4-344-43188-X（新作エピソード1話と描き下ろしエピソード1話を収録）
- 小林よしのり『新・おぼっちゃまくん』幻冬舎〈幻冬舎文庫〉、全3冊
  1. 『新・おぼっちゃまくん』2019年2月27日発行、ISBN 4-344-03430-9
  2. 『新・おぼっちゃまくん 2』2019年10月24日発行、ISBN 4-344-03530-5
  3. 『新・おぼっちゃまくん（全）』2022年5月12日発行、ISBN 4-344-43188-X (『新・おぼっちゃまくん』『新・おぼっちゃまくん 2』の内容に3巻目分のエピソードを加えた合本）

## アニメ
本作のアニメ版は1989年1月14日から1992年9月26日まで、テレビ朝日系列にて毎週土曜日19:30 - 20:00（1991年4月より19:58までに短縮）に放送された。全164話。平成で最初に放送されたアニメである。フジテレビ系列のアニメ枠を廃枠に追い込み、当時大人気だった裏番組の『クイズダービー』と互角の争いを繰り広げ、回によっては視聴率を上回ることもあった。その一方で下ネタギャグが多かったせいかスポンサーが付き辛く、中期以降は事実上のPT番組として放送された。しかし1991年10月から『たけし・逸見の平成教育委員会』（フジテレビ）が開始すると視聴率を奪われるようになり、放送終了に追い込まれた。
なお、『ウンチ』には青い透過光がかけられていたり、金色に光らせたりしていた。『ちんこ』はほぼ修正なしで放送されている。
開始10日前の1989年（当時：昭和64年）1月4日には、直前スペシャル『おぼっちゃまくん 合言葉はともだちんこ!』を18:00 - 18:30で放送した。
2013年4月5日・4月6日にはDVD発売記念におぼっちゃまくん傑作選が放送された。放送時間は1時間（4:10 - 5:10、関東ローカル）。
2024年9月24日、テレビ朝日とシンエイ動画はインド市場向けに本アニメの新作を制作することを発表した。2025年春頃の放送開始を予定している。10月21日）にワールドプレミア上映を実施された。

### スタッフ
- 原作：小林よしのり
- 監督補：鳥羽厚
- 美術監督：内田建彦
- 音楽：宮原恵太
- 録音監督：小林克良
- 撮影監督：金子仁、小沢次雄→岡本英一郎
- プロデューサー：木村純一（テレビ朝日）、増子相二郎（シンエイ動画）
- 監督：やすみ哲夫
- 文芸：真保裕一
- キャラクターデザイン：藤田宗克
- タイトル：道川昭
- 効果：横山正和
- 整音：中戸川次男
- 制作デスク：大地丙太郎→村竹保則→東道泰→神村篤
- 制作：テレビ朝日、シンエイ動画

### 主題歌

#### オープニングテーマ
「ぶぁいYaiYai-おぼっちゃまくんのテーマ-」
作詞 - 小林よしのり / 作曲 - 永島浩之 / 編曲 - 庄建治 / 歌 - いんぐりもんぐり
「茶魔さま」
作詞・作曲 - 吉幾三 / 編曲 - 入江純 / 歌 - 田中義剛
当初の予定では吉本人が歌うはずだったが、レコーディング直前に吉が負傷し歌えなくなってしまい、急遽田中が抜擢され歌うこととなった。

#### エンディングテーマ
「一度だけI LOVE YOU-沙麻代ちゃんに捧げるうた-」
作詞 - 永島浩之 / 作曲 - 前島正義 / 編曲・歌 - いんぐりもんぐり
「容赦なく愛して」
作詞 - 小林よしのり / 作曲・編曲 - 佐藤準 / 歌 - 本田理沙
当時本田のファンであった小林本人が熱望し、起用が決まった。
「EVERYBODY〜YOU ARE THE ONLY ONE」
作詞・作曲 - LU-NA / 編曲 - 浅田昌也 / 歌 - BABY'S
「Hello! Hello! Hello!」
作詞 - 白石浩介、野山昭雄 / 作曲 - 野山昭雄 / 編曲・歌 - THE BELL'S
エンディング映像では、レギュラーキャラクターの顔がその担当声優の顔写真に差し替えられるという演出があった。
「む〜んな気持ちはおセンチ」
作詞 - 川島だりあ / 作曲・編曲 - 織田哲郎 / 歌 - Mi-Ke
「GO! GO! ハマちゃま (COUNT IT OFF)」
作詞 - Hammer / 作曲 - Hammer and Felton C.PilateII / 歌 - Hammer（Featuring,The Home Boy Chair）
当時人気絶頂だったハマーが来日した際、主題歌に協力してもらえないかとダメモトで依頼したところ快諾、「COUNT IT OFF」 （アルバム『ハマーIII (Too Legit to Quit)』に収録）に副題を付けてEDとしたもの。またハマー自身も『Hello! Hello! Hello!』と同じ演出の写真画で登場している。この起用により「COUNT IT OFF」と「DO NOT PASS ME BY（ハマーの誓い）」を収録した8cmシングルCDが発売され、1992年4月期の日本レコード協会洋楽シングルランキングで2位を記録した。権利上の都合でDVDには収録されていない。

### ネット局
| 放送対象地域  | 放送局           | 系列                          | ネット形態 | 備考                                                                                    |
| ------------- | ---------------- | ----------------------------- | ---------- | --------------------------------------------------------------------------------------- |
| 関東広域圏    | テレビ朝日       | テレビ朝日系列                | 制作局     |                                                                                         |
| 北海道        | 北海道テレビ     | テレビ朝日系列                | 同時ネット |                                                                                         |
| 青森県        | 青森朝日放送     | テレビ朝日系列                | 同時ネット | 1991年10月開局から                                                                      |
| 岩手県        | 岩手放送         | TBS系列                       | 遅れネット |                                                                                         |
| 宮城県        | 東日本放送       | テレビ朝日系列                | 同時ネット |                                                                                         |
| 秋田県        | 秋田放送         | 日本テレビ系列                | 遅れネット | 1992年9月28日まで放送                                                                   |
| 山形県        | 山形放送         | 日本テレビ系列                | 遅れネット |                                                                                         |
| 福島県        | 福島放送         | テレビ朝日系列                | 同時ネット |                                                                                         |
| 新潟県        | 新潟テレビ21     | テレビ朝日系列                | 同時ネット |                                                                                         |
| 長野県        | テレビ信州       | 日本テレビ系列                | 遅れネット | 1991年3月まで                                                                           |
| 長野県        | 長野朝日放送     | テレビ朝日系列                | 同時ネット | 1991年4月開局から                                                                       |
| 山梨県        | テレビ山梨       | TBS系列                       | 遅れネット |                                                                                         |
| 富山県        | 富山テレビ       | フジテレビ系列                | 遅れネット | 本放送終了後の1994年4月1日以降に、月曜 - 金曜 16:30 - 17:00にて一部話数のみ放送された。 |
| 石川県        | 北陸放送         | TBS系列                       | 遅れネット | 1991年9月まで、一部話数のみ放送                                                         |
| 石川県        | 北陸朝日放送     | テレビ朝日系列                | 同時ネット | 1991年10月開局から                                                                      |
| 福井県        | 福井テレビ       | フジテレビ系列                | 遅れネット | 月曜 19:30 - 20:00にて放送。1992年6月8日を以て打ち切り。                                |
| 静岡県        | 静岡朝日テレビ   | テレビ朝日系列                | 同時ネット | [ ※ 6 ]                                                                                 |
| 中京広域圏    | 名古屋テレビ     | テレビ朝日系列                | 同時ネット |                                                                                         |
| 近畿広域圏    | 朝日放送         | テレビ朝日系列                | 先行放送   | [ ※ 7 ]                                                                                 |
| 島根県 鳥取県 | 山陰放送         | TBS系列                       | 遅れネット |                                                                                         |
| 香川県 岡山県 | 瀬戸内海放送     | テレビ朝日系列                | 同時ネット |                                                                                         |
| 広島県        | 広島ホームテレビ | テレビ朝日系列                | 同時ネット | [ ※ 8 ]                                                                                 |
| 山口県        | 山口放送         | 日本テレビ系列                | 遅れネット | 一部話数のみ放送                                                                        |
| 愛媛県        | 南海放送         | 日本テレビ系列                | 遅れネット |                                                                                         |
| 高知県        | 高知放送         | 日本テレビ系列                | 遅れネット |                                                                                         |
| 福岡県        | 九州朝日放送     | テレビ朝日系列                | 同時ネット |                                                                                         |
| 長崎県        | 長崎文化放送     | テレビ朝日系列                | 同時ネット | 1990年4月開局から                                                                       |
| 熊本県        | 熊本朝日放送     | テレビ朝日系列                | 同時ネット | 1989年10月開局から。のちに自局で全話放送した。                                          |
| 大分県        | テレビ大分       | フジテレビ系列 日本テレビ系列 | 遅れネット | 9話まで放送され打ち切りとなった。                                                       |
| 宮崎県        | 宮崎放送         | TBS系列                       | 遅れネット |                                                                                         |
| 鹿児島県      | 鹿児島放送       | テレビ朝日系列                | 同時ネット |                                                                                         |

### 最終回
アニメについては、漫画の連載後期に何本か執筆されていた「前後編合計100頁シリーズ」の「地球王の秘宝」を前後編形式でオンエアし、締めくくっている。
漫画についてはいつも通りの一話完結だったものが、突如「第一部完」という、ほとんど打ち切りのような形で終了している。

### 再放送
放送終了後、制作局であるテレビ朝日や地方局（IBC岩手放送、東京MXテレビなど）を中心に再放送が行われたが、再放送されなかった放送回もあった。一方、DVD版では現在では好ましくない表現が含まれていることを前置きした上で原版通りに収録されており、全話視聴が可能となっている。
2017年現在 AbemaTVの家族アニメチャンネルにて再放送が行われている。

### 映像ソフト化

#### DVD・Blu-ray
2013年より第1回から第85回まで収録された「おはヨーグルトBOX」（全17巻）と第86回から第164回（最終回）まで収録された「こんばんワインBOX」（全16巻）の2種類のDVD-BOXがそれぞれポニーキャニオンから発売。同年10月16日より全巻のレンタルが開始（レンタルは1枚単位から可能）。
2021年現在、Blu-ray版はリリースされていない。

#### VHS
1990年に一部の話のみ収録したVHS全9巻が東宝から発売された。現在は全巻廃盤となっている。

## 備考
- 小林が『宝島』に連載していたエッセイ漫画『おこっちゃまくん』によると、同じ小学館の『らんま1/2』とアニメ化の時間帯が同じになり、結局『らんま』が半年で撤退・放送枠の移動をすると、小林の許に高橋ファンを名乗る者から剃刀が送られるなど、抗議の手紙が殺到したという。小林はそのような行動を取る高橋ファンを「高橋（留美子）自身はまじめに漫画を考えているが、高橋ファンはマザコンでタチが悪い」と批判した。その後『週刊少年サンデー』1990年42号で本作の特別読み切りが掲載された際、表紙で『らんま』の主人公と茶魔が共演を果たし、小林は『おこっちゃまくん』で「思う存分カッカしてね（笑）」と皮肉っている。
- 『クイズ!いち2の三枝』では、神代知衣がナレーションを担当。明確に名乗ってはいないが、語尾に「ぶぁい」とつけていた。
- 『トリビアの泉 〜素晴らしきムダ知識〜』では、神代知衣が御坊茶魔として影（副音声）のナレーターを担当。定期的に他の「影ナレ」と交代で出演している。
- 当作品がテレビアニメ化される前の1988年に、TBSテレビ系『クイズダービー』にて「歩く身代金と言われている、漫画・おぼっちゃまくんの主人公が鼻の穴の中に入れている宝石は何？」という問題が出題されたことがある。その後アニメは前述の通り奇しくも「クイズダービー」の裏番組として競合することとなった。
- フジテレビ系『クイズ!年の差なんて』でも、ヤング問題として、茶魔語の1つである「シンクロナイズド睡眠不足」の「睡眠不足」を当てる穴埋め問題が出題されたことがある。
- 小学館のパーティーで小林は晩年の藤子・F・不二雄（藤本弘）と話をした際、「『おぼっちゃまくん』は何年続いてますか?」「8年です」「読者が入れ替わっているから、15年は続けられるね」と指摘され、衝撃を受けたと『ゴーマニズム宣言』で述べている。
- 2022年頃にテレビアニメ吹替版（ヒンディー語、タミル語、テリグ語）がインドで視聴率1位になるほどの人気になっており、インド現地での新作アニメを作る企画が出ている[12]。

## ゲーム・パチンコ
- 「ドラ・茶魔・四駆郎のスロットゲーム」（PCエンジン）1989年開催の第5回ハドソン全国キャラバン内で使用されたイベント用ソフト『ハイテク王国』に収録されたミニゲームのひとつ。ドラえもん、四駆郎と共演したスロットマシンゲーム。
- 「おぼっちゃまくん」（PCエンジン）1991年3月15日ナムコから発売、制作はパック・イン・ビデオ（実質的な開発はアークシステムワークス）。アクションゲーム。

茶魔の先祖「ちゃまと たける」の古墳に侵入した何者か（ドクター・モオ）を倒しに行くストーリー。「さいならっきょ」で飛び道具を放ち「こんにチワワ」でダッシュなど、歩きと普通のジャンプ以外の全ての動作が茶魔語となっている。敵キャラクターは一般公募で、「どつきのわぐま」「こんなモンキー」など茶魔語のようなネーミング。
- 「おぼっちゃまくん」（ファミリーコンピュータ）1991年4月5日テクモから発売。テーブルゲーム。

桃太郎電鉄シリーズのようにお金を稼ぐことではなくサマヨの願い事を叶えてサマヨからキッスをもらうことが最終目的。当時ブームを巻き起こした「茶魔語」をはじめとしたセリフ回しやサマヨの意味不明な願い事が特徴。
- 「おぼっちゃまくん・友だちんこゲーム」（携帯型液晶ゲーム機）1991年パック・イン・ビデオから発売。価格不明。珍しく単三乾電池2本で駆動。
- 「CRぱちんこおぼっちゃまくん」